# مجيد أباد (بياض)
مجید أباد (بالفارسية: مجیدآباد) هي قرية تقع في إيران في قسم بیاض الريفي.